# Ordizia

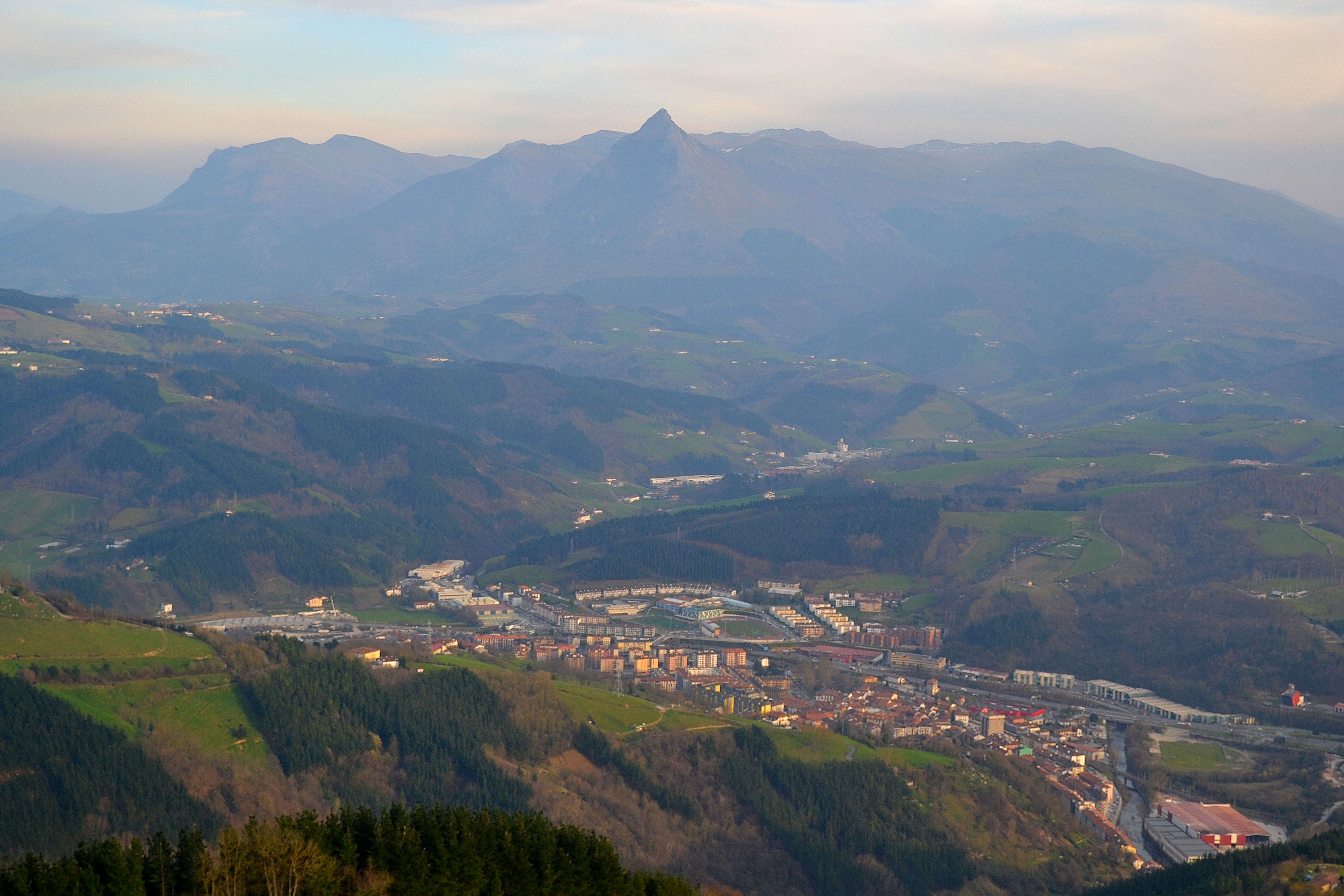

Ordizia è un comune spagnolo di 8 938 abitanti situato nella comunità autonoma dei Paesi Baschi.